# Идеални град
Као идеални градови у свету су били означаване идеје и мишљења која су била у вези са уређењима, политичким организацијама, утопијама и естетским програмима од стране политичара, уметника, архитеката или урбаниста. Овакви идеални градови су уобичајено били нереализовани и остајали су као идеје и пројекти који су ипак утицали и формирали мишљења. Овакви пројекти су обично били само схематски представљени у обично геометријским формама у облику концентричних кругова, правоугаоника, квадрата или у облику звезда.

## Идеални градови у историји
Најстарији пројекти идеалних градова који су се односили на њихове политичке организације познате су из времена Платона и Аристотела а овакви први планови од стране Витрувија. У доба ренесансе су овакви пројекти забележени у списима од стране Леона Батиста Албертија као и од стране Филарета, Леонарда да Винчија све до Албрехта Дирера. Овакве идеје су познате и код филозофа Томаса Мора у његовој „Утопији“ као и у „Граду сунца“ од Томаза Кампанеле.
Од мало идеалних градова су нам познати идеални градови Палманова и Сабионета у Италији. Један од малобројних примера је и Фројденштат у Немачкој који је пројектован као игра „млин“ који се уобичајено спаја са Диреровим представама о идеалним градовима. Делимично су идеални градови и у плановима Манхајма и Карлсрухеа.

## Идеални градови новог доба
У позним годинама 18. века је архитекта Клод - Никола Леду предлагао један идеалан град као једну пејзажну утопију која је садржала социјално планирање, а у 19. веку се сусрећемо са плановима Ебенизера Хауарда „Вртних градова“.
Пре тога откако су почели да се граде вртни градови претходили су покушаји енглеских индустријалаца, као нпр. Боурнвил код Бирмингема у годинама 1879. до 1895. као и Порт Санлаит код Ливерпула из 1887. Убеђење индустријалаца се одржало у идеји да се за индустријалца ништа тако добро не исплати као здраво становање његових радника.
У каснијем добу се појављује студија енглеског теоретичара Ебенизера Хауарда под називом „To Morrow“ (1898. године) чији је значај снажно растао. После четири године је издата његова следећа публикација „Garden Cities of To- Morrow“ где се цитира:
„Вртни град је планирано насеље, које је основано за унутрашњу колонизацију. Ова унутрашња колонизација се постиже децентрализацијом производње (производних погона), поред којиг се нова вртна насеља (градови) повезују и коначни циљеви су равномерно оснивање и повећавање примања становништва (на територији Енглеске).“

## Идеални градови у20. веку
Нови концепти идеалних градова се појављују у 20. веку од стране Валтера Бурли Грифина у вези са планирањем аустралиског града Канбера у теорији француског архитекта и урбанисте Ле Корбизјеа (1914. године) као и од стране Луцио Косте у вези са планирањем новог града Бразилије (1956. године).
Конкурс на планирање новог града добио је Лучио Коста. Оскар Нимајер његов блиски пријатељ пројектовао је многе зграде у граду а Роберто Бурл Маркс био је главни пејзажни архитекта. Бразилија је била саграђена за 41 месец од 1956. до 1960. године када је град званично постао главни град државе Бразила. Поглед на град из птичије перспективе подсећа на облике авиона или лептира. Централни географски положај је побољшао положај главног града који има специфичан статус у административној подели Бразила и за разлику од осталих градова није сески град него федерални дистрикт.